# Philip Hardwick
Pour les articles homonymes, voir Hardwick.
Philip Hardwick, né le 15 juin 1792 à Londres et mort le 28 décembre 1870, est un architecte anglais qui s'est essentiellement spécialisé dans les stations de chemin de fer et les entrepôts industriels.
Hardwick est surtout connu pour l'arc d'Euston (en) et la gare de Curzon Street (en). Il a aussi réalisé le Goldsmiths' Hall, à Londres.
Philip Hardwick est le fils de l'architecte Thomas Hardwick.